# 149 Medusa
149 Medusa è un piccolo asteroide roccioso, di colore iridescente, della fascia principale del sistema solare.

## Storia
Medusa fu scoperto il 21 settembre 1875 dall'astronomo francese Henri Joseph Anastase Perrotin dall'Osservatorio di Tolosa, situato nel quartiere di Jolimont della città francese. Perrotin lavorava all'osservatorio come assistente del direttore, Félix Tisserand, e le fonti storiche riportano che scoprì l'asteroide utilizzando un telescopio da 83 centimetri, nonostante questo poggiasse su una base in legno estremamente instabile.
L'asteroide fu battezzato così in onore della gorgone Medusa, mostro della mitologia greca dalla chioma di serpi e dagli occhi in grado trasformare chiunque avesse guardato in pietra.
Al momento della scoperta, Medusa era il più piccolo asteroide mai individuato (anche se naturalmente questo non era noto a quei tempi). Da allora, sono state scoperte molte migliaia di asteroidi più piccoli. Medusa possiede inoltre un lungo periodo di rotazione, pari a circa 26 ore.